# 171 Dywizja Rezerwowa (III Rzesza)
171 Dywizja Rezerwowa (niem. 171. Reserve-Division) – jedna z niemieckich dywizji rezerwowych. 
Dywizję utworzono 26 sierpnia 1939 r. w Hanowerze, gdzie pełniła zadania jednostki zapasowej. Jesienią 1942 została przeniesiona do Épinal we Francji i wykonywała zadania stacjonarnej jednostki szkoleniowej w ramach 15 Armii. W lutym 1944 została przekształcona w 48 Dywizję Piechoty i skierowana na wybrzeże belgijskie.

## Dowódcy dywizji
- Generalleutnant Eugen Schlenther (od 26 sierpnia 1939)
- Generalleutnant Friedrich Fürst (od 20 września 1942)

## Skład
- 19  rezerwowy pułk grenadierów
- 71  rezerwowy pułk grenadierów
- 216  rezerwowy pułk grenadierów
- 252  rezerwowy pułk artylerii
- 1071  rezerwowy szwadron cyklistów
- 1071  rezerwowa kompania niszczycieli czołgów
- 1071  rezerwowy batalion inżynieryjny
- 1071  rezerwowy batalion łączności
- 1071  rezerwowy oddział zaopatrzenia